# Robert Lewis Taylor
Robert Lewis Taylor (* 24. September 1912 in Carbondale, Illinois; † 30. September 1998 in Southbury, Connecticut) war ein US-amerikanischer Schriftsteller, der 1959 für seinen Roman The Travels of Jaimie McPheeters den Pulitzer-Preis für Romane erhielt.

## Biografie
Nach dem Schulbesuch studierte er ein Jahr an der Southern Illinois University Carbondale und war danach zunächst drei Jahre als Reporter bei der Tageszeitung The St. Louis Post-Dispatch, ehe er für das Magazin The New Yorker schrieb. Während des Zweiten Weltkrieges leistete er von 1942 bis 1946 seinen Militärdienst bei der US Navy.
Nach seinem Ausscheiden aus dem aktiven Militärdienst begann er seine schriftstellerische Laufbahn und veröffentlichte 1947 seinen Debütroman unter dem Titel Adrift in a Boneyard, dem 1948 eine Sammlung seiner Artikel (Doctor, Lawyer, Merchant, Chief) sowie eine Biografie des Schauspielers W. C. Fields mit dem Titel W. C. Fields: His Follies and Fortunes (1949) folgte. Nach zwei weiteren Romanen (Professor Fodorski und The Running Pianist), die beide 1950 erschienen, veröffentlichte er 1952 die Biografie Winston Churchill: An Informal Study of Greatness.
Dieser folgten weitere Romane wie The Bright Sands (1954), Center Ring: The People of the Circus (1956) sowie The Travels of Jaimie McPheeters (1958), für den er 1959 den Pulitzer-Preis für Romane erhielt. Dieser Roman wurde später von 1963 bis 1964 als Fernsehserie verfilmt mit Kurt Russell in der Titelrolle.
Weitere Romane waren A Journey to Matecumbe (1961) und Two Roads to Guadalupe (1964), ehe er 1966 eine weitere Biografie veröffentlichte: Vessel of Wrath: The Life and Times of Carry Nation, einer Aktivistin der Abstinenzbewegung.
Zuletzt veröffentlichte er die Romane A Roaring in the Wind: Being a History of Alder Gulch, Montana, in its Great and its Shameful Days (1978), Niagara (1980) und The Breach: Kilimanjaro and the Conquest of Self (1981).